# Philippe Thomassin
Philippe Thomassin (* 28. Januar 1562 in Troyes; † 12. Mai 1622 in Rom) war ein französischer Graphiker und Kupferstecher des 17. Jahrhunderts. Er war der erste Lehrmeister Jacques Callots, der die Kunst des Gravierens in Thomassins Atelier lernte, als er als 17-Jähriger im Jahre 1609 nach Rom kam. Tomassins Werk umfasst über 430 Stiche, zumeist Reproduktionen nach Gemälden italienischer Meister, darunter Michelangelo, Raffael und Giulio Romano.

## Biographie

### Leben
Über Thomassin ist wenig bekannt. Informationen stammen hauptsächlich aus der Biografie von Jacques Callot. Thomassin wurde 1562 als eines von Dutzend Kindern von Jehann Thomassin und seiner Frau Nicole Aubry geboren. Nach dem Abschluss der Schule machte Thomassin eine Lehre als Goldschmied. Anschließend wählte er einen im Trend liegenden, ähnlichen Beruf wie sein Vater; das Schleifen und Verzieren von Schnallen. Dies reichte jedoch nicht zum Lebensunterhalt. Zudem konnte er seine Begabung im Meißeln nicht vollständig ausnutzen.

### Gravierer in Rom
Elf Jahre nach dem Tod seiner Mutter starb sein Vater an der Pest. Daraufhin ging der Waise ohne jegliche Mittel nach Rom. Dort fand er bei Claude Duchet, anschließend bei Antonio Tempesta Arbeit als Gravierer. In den folgenden Jahren erstellte er bedeutende Werke wie das Porträt des damals äußerst populären Kapuziners Felix von Cantalice. 1588 schloss sich Thomassin mit dem Maler Jean Turpin zusammen. Zu Beginn des Jahres hatte er Barbara Unger (oder Ungé) geheiratet, die Schwester von Turpins Ehefrau. Während Thomassin sich um das Künstlerische kümmerte, führte Turpin die Geschäfte. Thomassin setzte sich vermehrt mit religiösen Thematiken auseinander und begann ein florierendes Geschäft mit den Kupferstichen von religiösen und profanen Bildern italienischer Meister wie Raffael, Federico Barocci und Francesco Vanni, nach denen damals eine große Nachfrage bestand. 1587 erhielt er einen Auftrag vom Ritterorden des Heiligen Johannes von Jerusalem, des späteren Malteserordens. Er illustrierte die Statuten des Ordens mit den Porträts der 52 Großmeister.
Nach der Ausführung eines Porträts des damals noch protestantischen Königs Heinrich IV. bekam er ernsthafte Probleme, was 1590 zu seiner Verhaftung führte. Er musste einige Tage im Kerker verbringen. Anfang 1602, nach dem Tod seiner Frau Barbara Turpin, beendete er seine Zusammenarbeit mit Jean Turpin.
Thomassin kopierte im Laufe seiner Karriere während und nach seiner Zusammenarbeit mit Turpin die Werke anderer Gravierer oder Maler frei. Er kaufte auch ganze Werke, änderte die Signatur und beachtete nicht die heute üblichen Urheberrechte, wie es in der damaligen Zeit durchaus üblich war.
Schlussendlich begann Thomassin mit der Ausbildung des Lehrlings Jacques Callot. Nach einer langen Karriere starb Philippe Thomassin am 12. Mai 1622 in Rom.